# X86
La famille x86 est une architecture de processeur dont l'origine est l'Intel 8086. Cette série est nommée IA-32 (pour Intel architecture 32 bits) par Intel pour ses processeurs à partir du Pentium.
Un constructeur de microprocesseur pour compatible PC doit maintenir une compatibilité descendante avec ce jeu d'instructions s'il veut que les logiciels déjà écrits fonctionnent sur les nouveaux microprocesseurs.

## Origine du nom
Le nom « x86 » est un terme générique pour la famille de processeurs issue de l'Intel 8086, le "x" correspondant aux chiffres 1, 2, 3 et 4 qui a été utilisé dans le nom des premières évolutions du 8086 : Intel 80186, Intel 80286, Intel 80386 et Intel 80486.

## Historique
À l'origine de conception CISC, les nouvelles générations ont été de plus en plus conçues comme des processeurs RISC, les instructions complexes étant transformées dans le microprocesseur en instructions plus élémentaires depuis le Pentium Pro.
Cette famille de processeurs a commencé en 16 bits. Elle est passée en 32 bits avec l'Intel 80386. Elle est passée en 64 bits avec l'Opteron du concurrent Advanced Micro Devices (AMD), suivi un an plus tard par Intel avec les instructions Intel 64 ou EM64T.

## Chronologie
Le tableau ci-dessous dresse une liste non exhaustive des processeurs grand public implémentant le jeu d'instructions x86, regroupés par générations qui décrivent les évolutions importantes dans l'histoire du x86.
| Génération | Génération                    | Introduction | Principaux modèles grand public | Espace d'adressage | Espace d'adressage | Espace d'adressage | Principales évolutions |
| Génération | Génération                    | Introduction | Principaux modèles grand public | Linéaire | Virtuelle | Physique | Principales évolutions |
| ---------- | ----------------------------- | --- | --- | --- | --- | --- | --- |
| x86        | 1                             | 1978 | Intel 8086, Intel 8088 (1979) | 16-bit | NA | 20-bit | Premiers processeurs x86 |
| x86        | 1                             | 1982 | Intel 80186, Intel 80188 NEC V20/V30 (1983) | 16-bit | NA | 20-bit | calcul rapide des adresses en hardware, opérations rapides (division, multiplication, etc.) |
| x86        | 2                             | 1982 | Intel 80286 et clones | 16-bit | 30-bit | 24-bit | Mode protégé, IBM PC XT 286, IBM AT |
| x86        | 3                             | 1985 | Intel 80386, AMD Am386 (1991) | 32-bit | 46-bit | 32-bit | Jeu d'instructions 32-bit, MMU avec pagination |
| x86        | 4                             | 1989 | Intel 80486 Cyrix Cx486SLC, Cx486DLC (1992) AMD Am486 (1993), Am5x86 (1995) | 32-bit | 46-bit | 32-bit | Pipeline de type RISC, FPU et mémoire cache intégrés |
| x86        | 5                             | 1993 | Intel Pentium, Pentium MMX (1996) | 32-bit | 46-bit | 32-bit | Processeur superscalaire, bus de données 64 bits, FPU plus rapide, MMX, SMP |
| x86        | 5                             | 1994 | NexGen Nx586 AMD 5k86/K5 (1996) | 32-bit | 46-bit | 32-bit | Microarchitecture discrète (traduction des µ-op) |
| x86        | 5                             | 1995 | Cyrix Cx5x86 (en) Cyrix 6x86 MX (1997) MII (1998) | 32-bit | 46-bit | 32-bit | Renommage de registres, exécution spéculative, exécution dans le désordre |
| x86        | 6                             | 1995 | Intel Pentium Pro | 32-bit | 46-bit | 36-bit (EAP) | Traduction des micro-instructions, exécution spéculative, EAP (Pentium Pro), cache L2 intégré (Pentium Pro) |
| x86        | 6                             | 1997 | Intel Pentium II, Pentium III (1999) Celeron (1998), Xeon (1998) | 32-bit | 46-bit | 36-bit (EAP) | Support du cache L3, 3DNow!, SSE, Socket 370 |
| x86        | 6                             | 1997 | AMD K6/K6-2 (1998)/K6-III (1999) | 32-bit | 46-bit | 32-bit | 3DNow!, support du cache L3 (K6-III) |
| x86        | Optimisation de la plateforme | 1999 | AMD Athlon, Athlon XP/MP (2001) Duron (2000), Sempron (2004) | 32-bit | 46-bit | 36-bit | FPU superscalaire, meilleure conception (jusqu'à 3 instructions x86 par top d'horloge), Slot A ou Socket A |
| x86        | Optimisation de la plateforme | 2000 | Crusoe | 32-bit | 46-bit | 32-bit | Very long instruction word |
| x86        | Optimisation de la plateforme | 2000 | Intel Pentium 4 | 32-bit | 46-bit | 36-bit | Pipeline profond, haute fréquence, SSE2, Hyper-threading, Socket 478 |
| x86        | Optimisation de la plateforme | 2003 | Intel Pentium M Intel Core (2006), Pentium Dual-Core (2007) | 32-bit | 46-bit | 36-bit | Optimisé pour une faible consommation d'énergie, NX Bit (Dothan) (Intel Core "Yonah") |
| x86        | Optimisation de la plateforme | 2003 | Efficeon | 32-bit | 46-bit | 36-bit | Very long instruction word, NX bit, HyperTransport, AMD64 |
| x86-64     | Extension 64-bit depuis 2001  | x86-64 est l'architecture étendue 64 bits, elle préserve l'intégralité de l'architecture x86. Elle réside en mode 64 bits, manque de mode d'accès dans la segmentation, présente un espace d'adressage linéaire à autorisation architecturale de 64 bits, une architecture IA-32 adaptée dans le mode de compatibilité avec le mode 64 bits est fournie pour prendre en charge les anciennes applications x86. | x86-64 est l'architecture étendue 64 bits, elle préserve l'intégralité de l'architecture x86. Elle réside en mode 64 bits, manque de mode d'accès dans la segmentation, présente un espace d'adressage linéaire à autorisation architecturale de 64 bits, une architecture IA-32 adaptée dans le mode de compatibilité avec le mode 64 bits est fournie pour prendre en charge les anciennes applications x86. | x86-64 est l'architecture étendue 64 bits, elle préserve l'intégralité de l'architecture x86. Elle réside en mode 64 bits, manque de mode d'accès dans la segmentation, présente un espace d'adressage linéaire à autorisation architecturale de 64 bits, une architecture IA-32 adaptée dans le mode de compatibilité avec le mode 64 bits est fournie pour prendre en charge les anciennes applications x86. | x86-64 est l'architecture étendue 64 bits, elle préserve l'intégralité de l'architecture x86. Elle réside en mode 64 bits, manque de mode d'accès dans la segmentation, présente un espace d'adressage linéaire à autorisation architecturale de 64 bits, une architecture IA-32 adaptée dans le mode de compatibilité avec le mode 64 bits est fournie pour prendre en charge les anciennes applications x86. | x86-64 est l'architecture étendue 64 bits, elle préserve l'intégralité de l'architecture x86. Elle réside en mode 64 bits, manque de mode d'accès dans la segmentation, présente un espace d'adressage linéaire à autorisation architecturale de 64 bits, une architecture IA-32 adaptée dans le mode de compatibilité avec le mode 64 bits est fournie pour prendre en charge les anciennes applications x86. | x86-64 est l'architecture étendue 64 bits, elle préserve l'intégralité de l'architecture x86. Elle réside en mode 64 bits, manque de mode d'accès dans la segmentation, présente un espace d'adressage linéaire à autorisation architecturale de 64 bits, une architecture IA-32 adaptée dans le mode de compatibilité avec le mode 64 bits est fournie pour prendre en charge les anciennes applications x86. |
| x86-64     | Extension 64-bit depuis 2001  | 2003 | Athlon 64/FX/X2 (2005), Opteron Sempron (2004)/X2 (2008) AMD Turion (2005)/X2 (2006) | 40-bit | 40-bit | 40-bit | Jeu d'instructions x86-64, contrôleur mémoire intégré, HyperTransport, Socket 754/939/940 ou AM2 |
| x86-64     | Extension 64-bit depuis 2001  | 2004 | Pentium 4 (Prescott) Celeron D, Pentium D (2005) | 36-bit | 36-bit | 36-bit | Pipeline très profond, très haute fréquence, SSE3, LGA 775 |
| x86-64     | Extension 64-bit depuis 2001  | 2006 | Intel Core 2 Pentium Dual-Core (2007) Celeron Dual-Core (2008) | 36-bit | 36-bit | 36-bit | Faible consommation d'énergie, multi-cœur, fréquence d'horloge plus faible, SSSE3 (Penryn) |
| x86-64     | Extension 64-bit depuis 2001  | 2007 | AMD Phenom/II (2008) Athlon II (2009), Turion II (2009) | 48-bit | 48-bit | 48-bit | quad-core monolithique, FPU 128 bits, SSE4a, HyperTransport 3, conception modulaire, Socket AM2+ ou AM3 |
| x86-64     | Extension 64-bit depuis 2001  | 2008 | Intel Core 2 (45 nm) | 40-bit | 40-bit | 40-bit | SSE4.1 |
| x86-64     | Extension 64-bit depuis 2001  | 2008 | Intel Atom | 40-bit | 40-bit | 40-bit | Très faible consommation d'énergie |
| x86-64     | Extension 64-bit depuis 2001  | 2008 | Intel Core i7 Core i5 (2009), Core i3 (2010) | 40-bit | 40-bit | 40-bit | out-of-order, superscalaire, bus QPI, conception modulaire, contrôleur mémoire intégré, 3 niveaux de cache |
| x86-64     | Extension 64-bit depuis 2001  | 2008 | VIA Nano | 40-bit | 40-bit | 40-bit | Exécution out-of-order, superscalaire, chiffrement matériel, très faible consommation d'énergie, gestion de l'énergie adaptative |
| x86-64     | Extension 64-bit depuis 2001  | 2010 | AMD FX | 48-bit | 48-bit | 48-bit | Huit cœurs, Multiply-accumulate, OpenCL, Socket AM3+ |
| x86-64     | Extension 64-bit depuis 2001  | 2011 | AMD APU séries A et E (Llano) | 40-bit | 40-bit | 40-bit | PCI Express 2.0, Socket FM1 |
| x86-64     | Extension 64-bit depuis 2001  | 2011 | AMD APU séries C, E et Z (Bobcat) | 36-bit | 36-bit | 36-bit | Faible consommation énergétique |
| x86-64     | Extension 64-bit depuis 2001  | 2011 | Intel Core i3, Core i5 et Core i7 (Sandy Bridge/Ivy Bridge) | 36-bit | 36-bit | 36-bit | Connexion en anneau interne, cache de micro-opérations décodées, LGA 1155 |
| x86-64     | Extension 64-bit depuis 2001  | 2012 | AMD APU série A (Bulldozer, Trinity et suivants) | 48-bit | 48-bit | 48-bit | AVX, conception hautement modulaire, Socket FM2 ou Socket FM2+ |
| x86-64     | Extension 64-bit depuis 2001  | 2012 | Intel Xeon Phi (Knights Corner) | 48-bit | 48-bit | 48-bit | Coprocesseur sur carte d'extension PCIe pour système basé sur Xeon, Manycore Chip, In-order P54C, VPU très large (SSE 512 bits), instructions LRBni (8× 64-bit) |
| x86-64     | Extension 64-bit depuis 2001  | 2013 | AMD Jaguar (Athlon, Sempron) | 48-bit | 48-bit | 48-bit | SoC, console de jeu et processeur de périphérique intelligent basse consommation |
| x86-64     | Extension 64-bit depuis 2001  | 2013 | Intel Silvermont (Atom, Celeron, Pentium) | 36-bit | 36-bit | 36-bit | SoC, basse/très basse consommation énergétique |
| x86-64     | Extension 64-bit depuis 2001  | 2013 | Intel Core i3, Core i5 et Core i7 (Haswell/Broadwell) | 39-bit | 39-bit | 39-bit | AVX2, extensions de synchronisation transactionnelle, LGA 1150 |
| x86-64     | Extension 64-bit depuis 2001  | 2015 | Intel Broadwell-U (Intel Core i3, Core i5, Core i7, Core M, Pentium, Celeron) | 39-bit | 39-bit | 39-bit | SoC, PCH-LP sur la même puce pour Broadwell-U |
| x86-64     | Extension 64-bit depuis 2001  | 2015-2020 | Intel Skylake/Kaby Lake/Coffee Lake/Rocket Lake/Cannon Lake (Intel Pentium/Celeron Gold, Core i3, Core i5, Core i7, Core i9) | 46-bit | 46-bit | 46-bit | AVX-512 (limité à Cannon Lake-U et aux variants bureaux/serveurs de Skylake) |
| x86-64     | Extension 64-bit depuis 2001  | 2016 | Intel Xeon Phi (Knights Landing) | 48-bit | 48-bit | 48-bit | Processeur et coprocesseur multi-coeurs pour les systèmes Xeon |
| x86-64     | Extension 64-bit depuis 2001  | 2016 | AMD Bristol Ridge (AMD (Pro) A6/A8/A10/A12) | 48-bit | 48-bit | 48-bit | FCH intégré sur la puce, SoC, Socket AM4 |
| x86-64     | Extension 64-bit depuis 2001  | 2017 | AMD Ryzen/Epyc | 48-bit | 48-bit | 48-bit | Implémentation de SMT par AMD, plusieurs dies sur une puce |
| x86-64     | Extension 64-bit depuis 2001  | 2017 | Zhaoxin (en) WuDaoKou (KX-5000, KH-20000) | 48-bit | 48-bit | 48-bit | Introduction de la toute nouvelle architecture x86-64 de l'entreprise chinoise |
| x86-64     | Extension 64-bit depuis 2001  | 2018-2021 | Intel Sunny Cove (Ice Lake-U et Y), Cypress Cove (Rocket Lake) | 57-bit | 57-bit | 57-bit | Première implémentation du jeu d'instructions AVX-512 dans le grand public. Ajout du Vector Neural Network Instructions (VNNI) |
| x86-64     | Extension 64-bit depuis 2001  | 2020 | Intel Willow Cove (Tiger Lake-Y/U/H) | 57-bit | 57-bit | 57-bit | Architecture d'interconnexion à double anneau, mise à jour du Gaussian Neural Accelerator (GNA2), nouvelles instructions AVX-512 (Vector Intersection), protection contre les malwares au niveau processeur avec Control-Flow Enforcement Technology (CET) |
| x86-64     | Extension 64-bit depuis 2001  | 2021 | Intel Alder Lake | 57-bit | 57-bit | 57-bit | Architecture hybride avec cœurs haute performances (Golden Cove) et cœurs basse consommation (Gracemont), support du PCIe 5.0 et de la DDR5, mise à jour du Gaussian Neural Accelerator (GNA3) |
| Génération | Génération                    | Introduction | Principaux modèles grand public | Espace d'adressage | Espace d'adressage | Espace d'adressage | Principales évolutions |

## Architecture
La conception de la gamme x86 a mis l'accent sur la compatibilité ascendante. Ainsi, les générations successives de processeurs admettent plusieurs modes de fonctionnement, qui diffèrent en particulier du point de vue de l'accès à la mémoire.
Les logiciels pensés en 32 bits (i386) fonctionnent donc sur une architecture 64 bits (AMD64).

### Accès mémoire
Les possibilités d'adressage mémoire de la gamme x86 remontent au 8080, qui avait 16 bits de bus d'adresse et pouvait donc accéder à 64 kio de mémoire.
Le 8086, pour faciliter le passage du 8080 au 8086, introduit l'adressage segmenté, où l'adresse référencée par segment:offset est segment · 0x10 + offset, avec segment et offset tous deux sur 16 bits. Cela fournit 1 Mio de mémoire adressable, divisée en segments de 64 kio, un segment commençant tous les 16 octets. Le processeur a 4 registres de segment : un pour le code, un pour les données, un pour la pile et un supplémentaire (qui sert entre autres de destination dans les instructions de copie de chaînes de caractères). Intel introduit des « modèles mémoire ». Dans le modèle tiny, qui imite le modèle mémoire du 8080, tous les registres de segment ont la même valeur et on accède donc effectivement à 64 kio de mémoire. C'est le modèle utilisé sous DOS, par les exécutables .com. Dans le modèle small, les registres ont des valeurs différentes mais ne changent pas : on a donc 64 kio pour le code, 64 kio pour les données, 64 kio pour la pile. Pour manipuler plus de mémoire, il faut faire des accès « far », c'est-à-dire aller chercher le mot en mémoire en changeant d'abord la valeur du registre de segment, puis en lisant le segment à l'offset voulu. Le modèle « large » fait des accès far dans le code et les données et donc utilise effectivement le mébioctet d'espace adressable. Les modèles medium (64 kio de données, plusieurs segments de code) et compact (plusieurs segments de données, 64 kio de code) sont des compromis.
Le 80286 brise la barrière des 1 024 kio en introduisant le mode protégé : les segments ne se réfèrent plus à l'adresse segment·0x10 mais à une table (la GDT ou la LDT) qui maintient en plus les informations de protection. L'espace adressable est de 16 Mio, l'espace virtuel est potentiellement de 1 Gio, un segment ne peut pas dépasser 64 kio. Avec le 80386, Intel introduit un processeur 32 bits. Les segments peuvent être aussi gros que tout l'espace adressable, soit 4 Gio. La pagination vient s'ajouter à la segmentation.